# Власинско блато
Власинско блато је некадашња тресава на месту данашњег Власинског језера, у котлини испод Чемерника, на надморској висини 1.204-1227 m.
Пре изградње бране на реци Власини, 1946 - 1949. године, на месту данашњег Власинског језера било је велико тресетиште, површине 10 km², са бројним подземним водама, обрасло трском и шеваром. Једна трећина Власинског блата била је под тресавом, док су остало биле ливаде. Већи део тресаве био је са источне стране, а ливаде са западне и биле су широке и до 400 m, а најмање сто метара, код Малог моста. Власинско блато било је дугачко 6,5 km, док је ширина је била различита. Најшире је било у јужном делу, код Промаје - 1,5 km, а најуже код Малог моста, око 400 m. Надморска висина Власинског блата била је од 1204 m, код Малог моста, до 1227 m код Промаје. Према Црквеној махали, у самом блату било је језерце 80 х 70 m, са дубином око 4 m, а код Малог моста било је мало језеро велике дубине.
За време обиласка српске војске у пограничним крајевима, краљ Милан Обреновић је 1885. године дошао на Власину, где је од пароха цркве Св. Илије на Власина Риду Томе Михајловића чуо причу о воденом бику у Власинском блату. Онда су војници, на краљев захтев, покушали да измере дубину језера код Малог моста. По каснијој пароховој причи, спуштен је конопац дужине 30 метара са везаним каменом, али дно није досегао. Отуда је у народу остала легенда од језеру без дна.
У народу Власине и Црне Траве тресава се назива „потресуља“, а места са житким блатом у њој где кључа вода „глобило“. Та тресава са великим бројем места на којима је просто кључала вода, и чија се дубина није знала, била је извориште реке Власине. У тресаву су се уливале и бројне речице и потоци са Чемерника, Колунице и Плане. На тресави је била развијена тресетна биљна заједница коју су чиниле: маховина тресетница, раставић, барски љутић, барска орхидеја, ветрогон (памучина), водени дубац, трава оштрица (острика) и росуља, а од дрвећа маљава бреза и патуљаста врба. Око тресаве и на власинским падинама расле су ливадске траве и биље, које су кошене. По изградњи језера и потапањем тресаве, поједини делови овог тресетног земљиста испливали су на површину, стварајући такозвана пловећа острва. 
Како је дужина тресаве била преко пет километара, на њеном најужем делу, испод Власине Рида према Власини Стојковићевој, код Таџине махале, био је саграђен дрвени мост, такозвани Мали мост, преко кога се прелазило и воловском запрегом. Њиме је скраћен пут између четрдесетак власинских заселака. Мост је срушен када је почела да се пуни власинска акумулација.
Извор реке Власине у Власинском блату, обишавши овај крај 1885. године, Јован Цвијић је овако описао:
Вода нагомилана у жмиравцима и депресији Власинског блата, креће се подземно, можда онако као издан. Први млаз на површини или матица, који изгледа као просек кроз барску вегетацију јавља се између Страторије и Дугог Дела, па га нестане у жмиравцима, да се опет према Дугом Делу појави. Затим се средином и уз источну страну Блата издваја матица, као река, која је испрекидана све до Малог моста, одакле се зове Власина. Она кроз Блато мирно тече градећи безбројне завојке разбијајући се често о рукавце, који јој дају мрежаст изглед и проширујући се у бистрице.
Нестанском Власинског блата, власинском акумулацијом нарушен је биљни и животињски свет испод Чемерника. Нестало је биљака тресетница, нестале су многе птице мопчварице попут патака црнке ''Aythya nyroca'', црногрлог гњурца ''Podiceps nigricollis''... Поред њих, изградњом акумулације, уништено је последње гнездилиште сивог ждрала ''Grus grus '' у Србији и на Балкану. Неке од биљних врста одржале су се низводно од бране, на равном приобалном земљишту, и на тресетним острвима која плутају језером. Променила се и клима, постала је оштрија него што је била. Појединих зима леда на језеру био је и до једног метра дебљине. Данас се, понекад, у једном дану, на Власини смене три годишња доба. 
У нешто мањем обиму од Власинског блата данас је тресава Блато, између заселака села Млачишта, у црнотравској општини, где извире речица Блато, да би се као Ракицка река улила у Голему реку.
У време Првог светског рата, 1917. године, при ослобођењу ових крајева, Власинско блато је прогутало готово целу једну бугарску коњичку јединицу, коју су српски ослободиоци потукли на чемерничкој висоравни Шанци и нагнали је у бег низ чемерничке падине. Ти војници нису знали да је зараван, која се указује пред њима, у ствари тресава.